# Jaguarthron
Als Jaguarthron wird ein Herrschersitz der Mayafürsten bezeichnet. Diese Throne wurden in mehreren Ruinenstätten der Maya gefunden. Es gibt sie in ein- und zweiköpfiger Ausführung.

## Bedeutung des Jaguars
Einer der wichtigsten Tiergötter der Maya war der Jaguar. Diese geschmeidige und gefährliche Großkatze diente ihnen als ein Symbol der Königsmacht und wurde daher besonders verehrt. Für die Maya galt der Jaguar außerdem als ein Symbol der Sonne in der Unterwelt Xibalbá, assoziiert mit Tod und Opferung. Schon in olmekischen Reliefs kann man möglicherweise die Kopulation eines Jaguars mit einer Menschenfrau erkennen, aus dem charakteristische Wesen entstammten, die als Wer-Jaguar angesehen werden. In der frühen olmekischen Kultur galten Jaguarklauen oder -zähne als Symbole für übernatürliche Kräfte. Die Azteken setzten den Jaguar mit einer Verkörperung ihres Gottes Tezcatlipoca gleich. Von Teotihuacán verbreitete sich der Jaguarkult weit über Mittelamerika. In der Mythologie verschlingt der Jaguar als Tier der Nacht die Sonne. Auch die Chilam Balam („Jaguarpriester“ und die Aufzeichnungen der Priester) weisen auf den hohen Stellenwert des Jaguars hin.

## Fundorte
In Uxmal befindet sich vor dem so genannten Gouverneurspalast ein Jaguarthron mit je einem Kopf an den Seiten. In Chichén Itzá gab es gleich mehrere, von denen sich einer im unteren Jaguartempel befindet und ein weiterer im Inneren der Pyramide des Kukulcán gefunden wurde. Auch in Palenque findet sich eine Abbildung eines Herrschers auf einem Jaguarthron.

## Bildergalerie

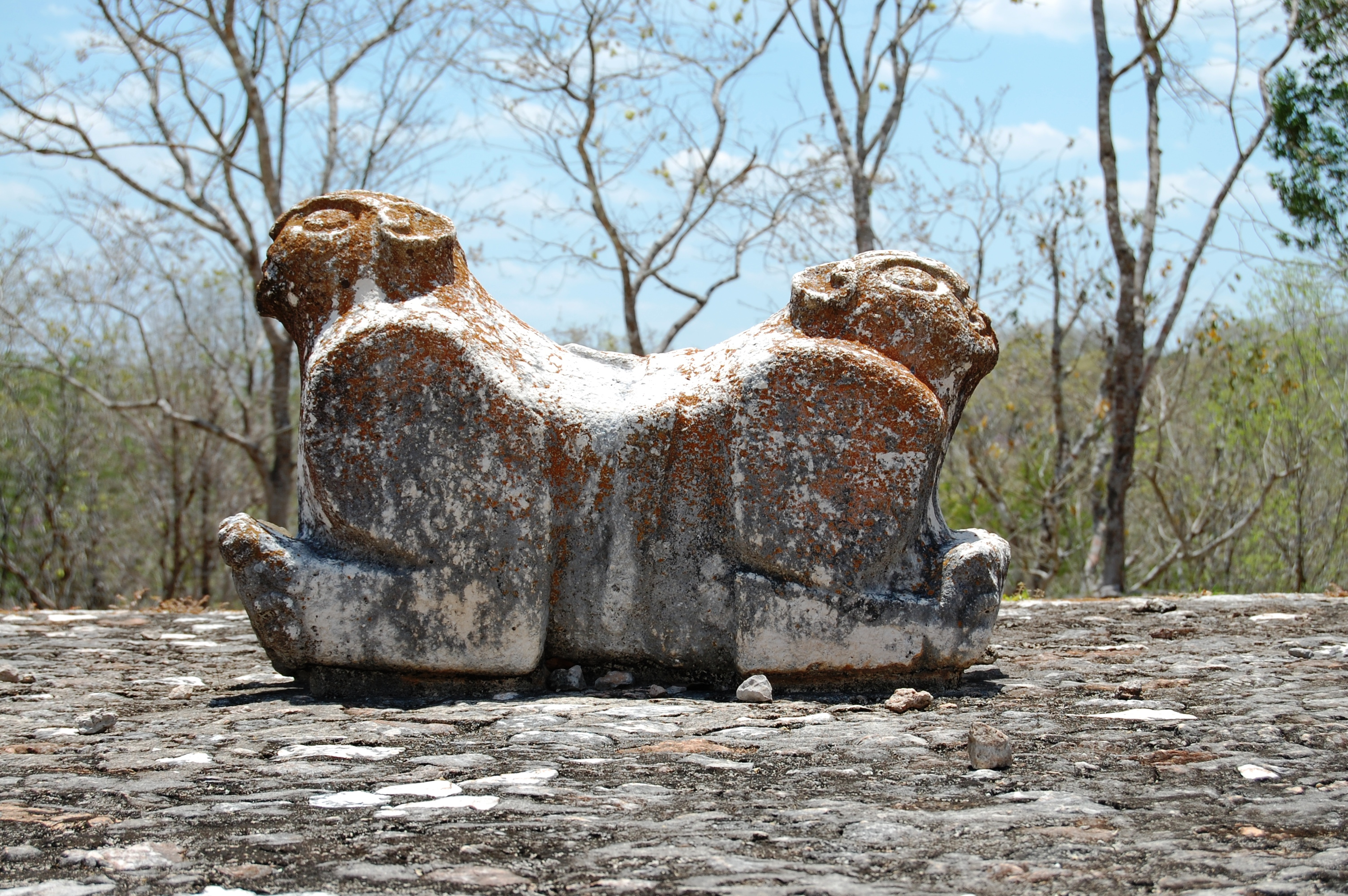
Uxmal
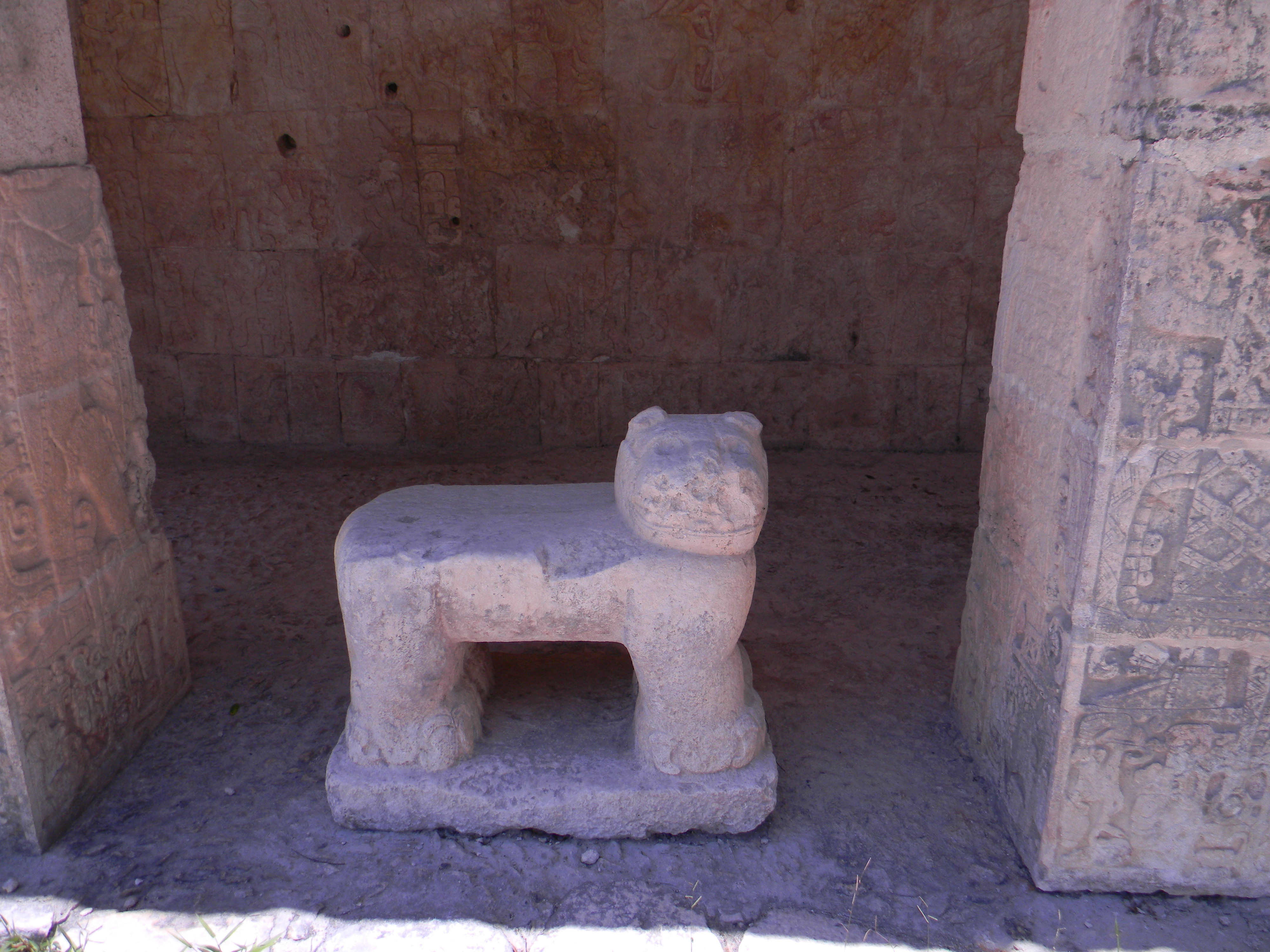
Jaguartempel, Chichén Itzá
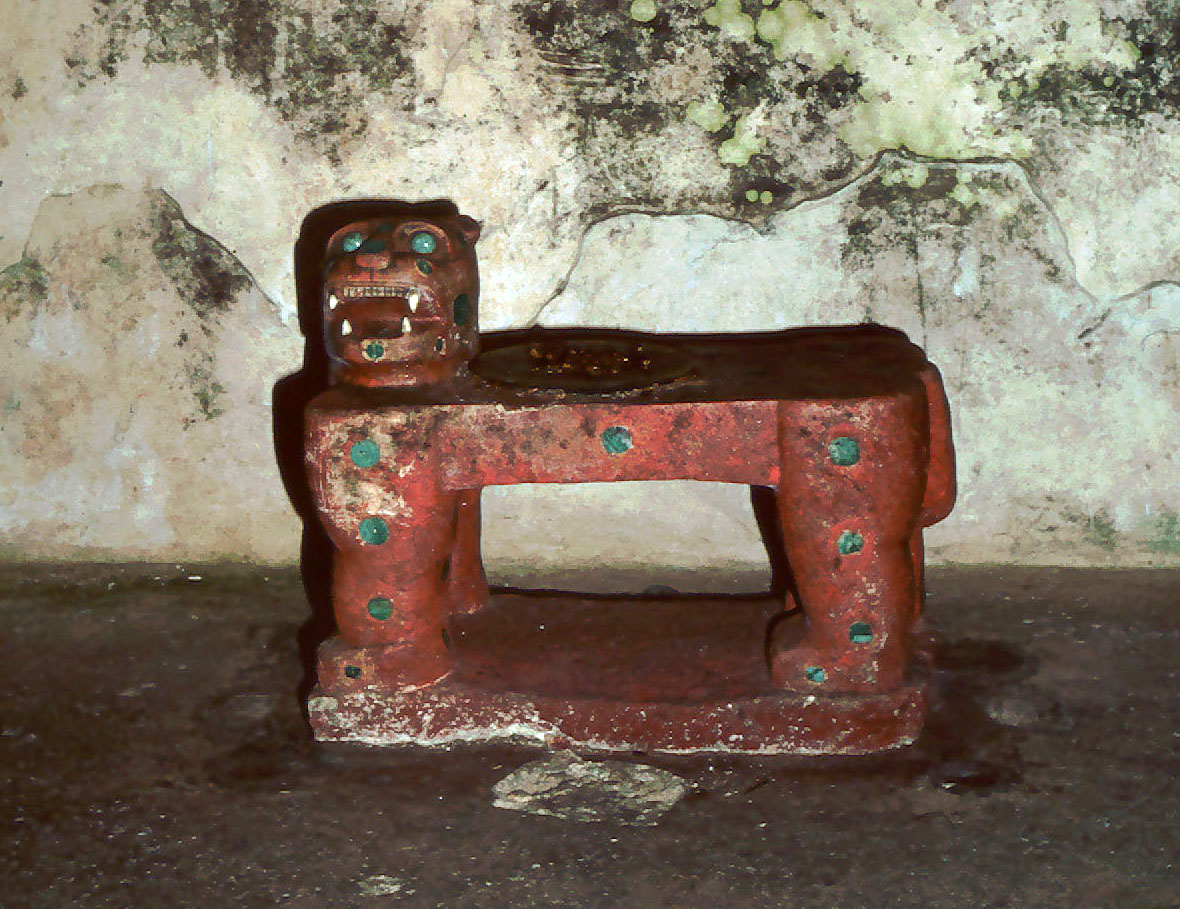
Kukulcán-Pyramide, Chichén Itzá
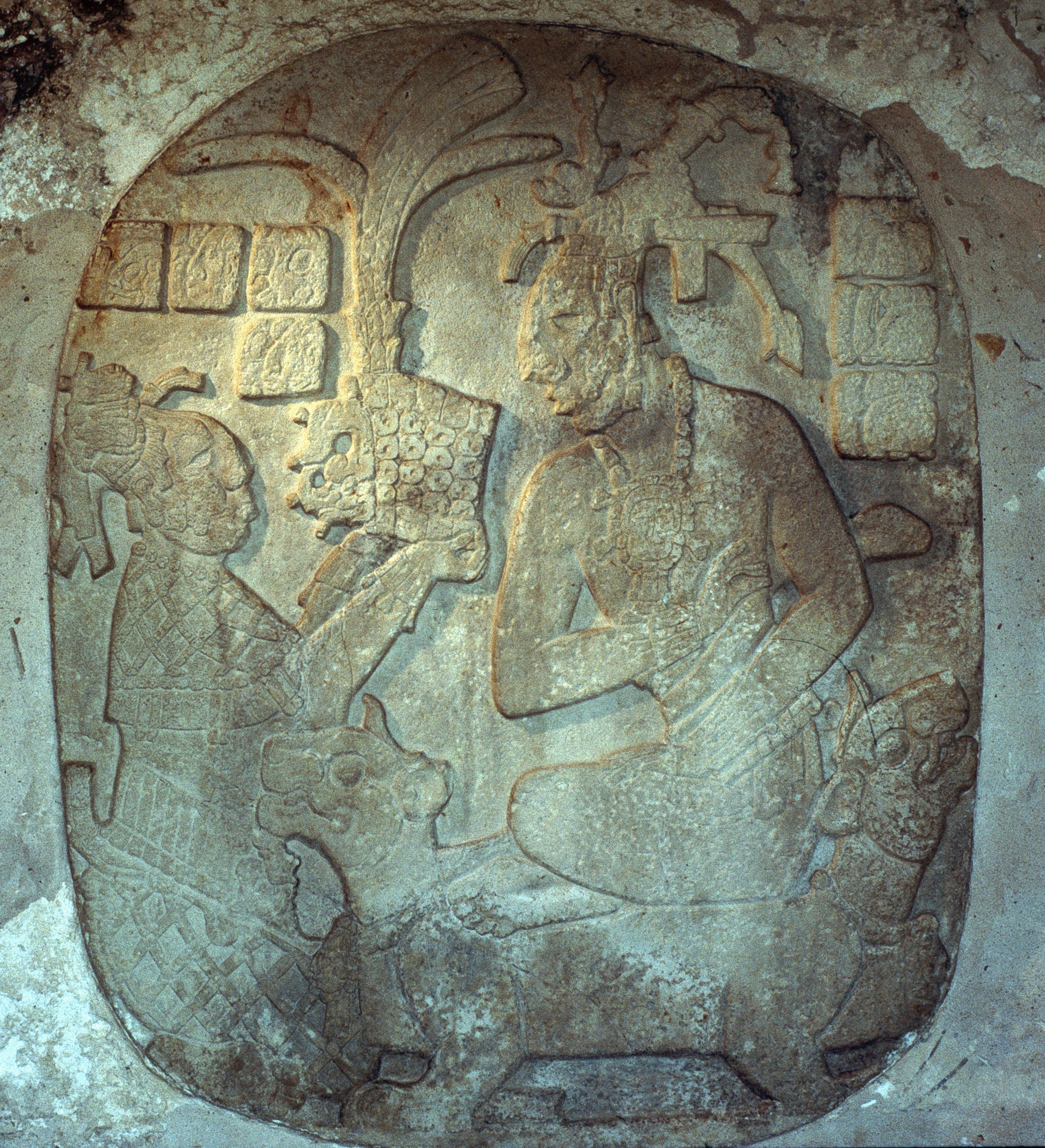
K’inich Janaab’ Pakal I. auf dem Jaguarthron in Palenque